# 巴尔布尔河
巴尔布尔河（法語：Barboure，法語發音：[baʁbuʁ]）是法国大東部大區默兹省的河流，是奧爾南河的右支流，长13.8千米，发源自奈沃昂布卢瓦，于奈欧福日流入奥尔南河。